# Pesem poletja 2006
Finale 2. Pesmi poletja je potekal septembra 2006 v organizaciji TV Paprike. Zmagala je skupina 4play s pesmijo Tarča.
Za naziv "pesem poletja 2006" so se med drugimi potegovali tudi:
- Jernej Dermota − Vse ali nič[2]
- Damjan Murko – Srečen, ker sem moški[3]
- Črnobela[4]
- Žana – Ona[5]
- Nino – Ognjeni ples[6]
- Supernova[7]